# Río Jama
Río Jama är ett vattendrag i Ecuador.   Det ligger i provinsen Manabí, i den nordvästra delen av landet, 190 km väster om huvudstaden Quito.